# 氯铂酸钾
氯铂酸钾是一种无机化合物，化学式K2PtCl6。氯铂酸钾微溶于冷水，溶于热水，几乎不溶于乙醇。相对密度(d244)3.499，加热至250 °C分解。从氯铂酸中析出氯铂酸钾沉淀可以通过重量测定来测定钾离子。

## 化学性质
氯铂酸钾有氧化性，可以被二盐酸肼还原。

## 用途
与氯化钴合用配置测定水中氨的标准。照相、电镀和催化剂制备。